# Prilepți, Kărdjali
Prilepți (în bulgară Прилепци) este un sat în comuna Kărdjali, regiunea Kărdjali,  Bulgaria. 

## Demografie
Componența etnică a satului Prilepți
     Turci (98,73%)
     Nicio identificare (1,26%)
     Altele (0%)
La recensământul din 2011, populația satului Prilepți era de 317 locuitori. Din punct de vedere etnic, majoritatea locuitorilor (98,73%) erau turci. Pentru 1,26% din locuitori nu este cunoscută apartenența etnică.